# フルコン
フルコン（1983年4月18日 - ）は、日本のゲーム実況者、YouTuber。主にYouTubeにおいてゲーム実況動画の投稿や配信を行っている。ゲーム実況者わくわくバンドにおいてドラムを担当している。血液型はO型。既婚者。

## 概要
2008年からニコニコ動画において様々なジャンルのゲームを実況した動画等の投稿をしているが、最近ではYouTubeを中心にゲーム実況や実写動画を投稿、配信をしている。ゲーム実況者わくわくバンドのドラム担当であり、「叩いてみた」等の音楽系動画を投稿することもある。
「フルコン」という名前は、ドラゴンクエストのプレイヤー名を「ファルコン」としようとしたところ、4文字までしか入力できなかったため、「フルコン」としたことに由来する。（「ファルコン」の由来は『ネバーエンディング・ストーリー』に登場する同名のキャラクターに顔が似ていると言われていたことから。）
2020年8月にYouTubeのチャンネル登録者数が10万人を記録した。2020年10月に実況12周年を迎えた。
ゲーム実況者わくわくバンドや後述のチーム湯豆腐として共に活動している湯毛とは実家のマンションが同じ幼なじみであり、過去にはアニメソングのコピーバンドを組んでいたこともある。
漫画家の凸ノ高秀とも幼なじみである。
ゲーム実況者として活動する傍ら、現在はフリーでシステムエンジニアの仕事もしている。
2021年9月に長年使っていた明太子ピエロのアイコンから、人型のフルコンくんと鳥型のファルコンくんの新たなアイコンになった。
前アイコンも白黒ではあるものの、サブチャンネルのアイコンとして現在も使われている。

## ゲーム実況
2008年、ニコニコ動画において「姉弟でファミコン実況シリーズ」で実況デビュー。ときめきメモリアル等の恋愛シミュレーションゲームを中心に様々なジャンルのゲーム実況動画の投稿を行っていたが、2018年6月以降はDead by Daylightを中心に動画投稿や配信を行っている。

### チーム湯豆腐
2011年7月に活動を開始した、歌い手である湯毛、ゲーム実況者であるtowaco、牛沢、フルコンからなる4人グループ「チーム湯豆腐」のメンバーである。

## 番組・イベント

### 番組
- フルトワボンジュール（仏）（2021年3月23日～現在、OPENREC公式番組）においてMCを務めている[3]。

### イベント
- Gero主催お祭り大会「Gero CUP supported by BPF」にゴー☆ジャスチーム[注 3]の一員として出場（2021年6月6日）[4]。